# Pieris oleracea
The Mustard White (Pieris oleracea) là một loài bướm ngày thuộc họ Pieridae family. Its historical range is in the great lakes area of Hoa Kỳ and miền nam Canada. Sâu bướm feed on brassica type plants and the adults feed on flower nectar. Some authors consider oleracea to be a subspecies of the Green-veined White, Pieris napi, of Eurasia.

## Similar species
- Pieris napi – Green-veined White
- Pieris virginiensis – West Virginia White
- Pieris marginalis – Margined White